# Ramón Escobar Escobar
Ramón Escobar Escobar (Santiago, 5 de septiembre de 1836 - ibíd, 1 de noviembre de 1924) fue un abogado, agricultor y político chileno, miembro del Partido Liberal Democrático (PLD), del cual fue fundador y su primer presidente. Ejerció como ministro de Justicia e Instrucción Pública durante el último año de gobierno de Federico Errázuriz Echaurren (1901) y, luego en 1906 en el gobierno de Pedro Montt. Se desempeñó como senador de la República desde 1903 hasta 1909 y presidió el Senado entre 1908 y 1909.
Entre 1872 y 1874 fue intendente de la provincia de Chiloé, bajo el gobierno de Federico Errázuriz Zañartu.

## Biografía

### Primeros años y familia
Nació en Santiago el 5 de septiembre de 1836. Fue hijo de Francisco Escobar Prado y Antonia Escobar Gutiérrez. Se casó con Matilde Smith Massenlli, matrimonio con quien tuvo seis hijos: Ángela, Laura, Francisco, Rafael, Hernando y Ramón.

### Estudios
Realizó sus estudios secundarios en el Instituto Nacional y luego continuó los superiores y la Facultad de Derecho en la Universidad de Chile. Juró de abogado el 13 de enero de 1859.

### Juez
El 2 de enero de 1874 fue nombrado juez de Letras del 2° Juzgado de Concepción y el 29 de noviembre de 1883 asumió como ministro subrogante (s) de la Corte de Apelaciones de Concepción. A partir del 20 de marzo de 1884 asumió como propietario, cargo en el que estaba cuando se produjo la Revolución de 1891 que destituyó al presidente José Manuel Balmaceda.

### Vida personal
En 1900 se trasladó a vivir a Santiago para tener un breve lapsus político, sin embargo continuó participando en política y se dedicó al ejercicio libre de su profesión de abogado y, también se desarrolló como agricultor y comerciante.
Fundó el diario El Orden de Concepción.

## Trayectoria política

### Inicios
Fue oficial de número del Ministerio del Interior entre 1857 y 1863.
Se desempeñó como secretario de la Intendencia de Arauco entre 1863 y 1871. Ese último año el Gobierno lo nombró protector de indígenas de Chiloé.
Fue diputado propietario por la comuna de Laja, para el período 1870-1873. Reemplazante en la Comisión Permanente de Educación y Beneficencia. Participó en el Congreso Constituyente de 1870, cuyo objetivo fue reformar la Constitución Política de 1833.
El 16 de enero de 1872 fue nombrado intendente de Chiloé.
Militó en el Partido Liberal Democrático (PLD), fue fundador de este en Concepción junto a otros correligionarios (1893). Además, ejerció como primer presidente del directorio del PLD, asistió a la Convención Presidencial de 1920. En 1891 tras la batalla de Placilla ocurrida el 28 de agosto de ese mismo año, se abocó a rehabilitar su partido que había quedado deshecho.

### Ministro de Justicia
El 1 de mayo de 1901 fue nombrado ministro de Justicia e Instrucción Pública durante el gobierno de Federico Errázuriz Echaurren, cargo que desempeñó hasta el 18 de septiembre de 1901, día en que asumió el nuevo presidente electo, Germán Riesco Errázuriz. En este período modificó la Ley sobre Organización y Atribución de los Tribunales.
Posteriormente, en 1906 regresó a la cartera de Justicia e Instrucción Pública, siendo nombrado por el presidente Pedro Montt. Desempeñó el cargo desde el 29 de octubre hasta el 30 de noviembre del mismo año.

### Senador
En las elecciones parlamentarias de 1902, resultó elegido senador por Concepción, para el período 1903-1909. Presidió el Senado entre el 14 de octubre de 1907 hasta el 2 de junio de 1909. Fue senador reemplazante en la Comisión Permanente de Constitución, Legislación y Justicia durante los primeros tres años e integró la Comisión Permanente de Instrucción Pública y la de Industria y Obras Públicas. También fue miembro de la Comisión Conservadora para el receso entre los años 1905-1906, 1907-1908 y 1908-1909.
Falleció en Santiago el 1 de noviembre de 1924, a los 88 años.